# Tiroteo de Bend de 2022
El tiroteo de Bend de 2022 ocurrió el 28 de agosto de 2022, cuando un hombre armado abrió fuego en una tienda de comestibles Safeway en Bend, Oregón, matando a dos personas mayores, una de las cuales era empleada, e hiriendo a otras dos personas antes de suicidarse.

## Tiroteo

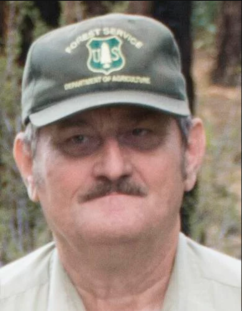
Donald Ray Surrett Jr.

Después de salir de su edificio de apartamentos Fox Hollow alrededor de las 7:00 p. m., el pistolero, Ethan Blair Miller, de 20 años, disparó contra su propio vehículo, un Ford F-250 1997, en el estacionamiento del edificio de apartamentos. El pistolero, armado con un rifle estilo AR-15 y una escopeta, disparó contra el estacionamiento de un Costco mientras caminaba hacia el centro comercial Forum.
Alrededor de las 7:04 p. m., Miller llegó al estacionamiento del centro comercial Forum, donde disparó contra una tienda Big Lots adyacente a Safeway. Al llegar a la entrada oeste del Safeway, le disparó a Glenn Edward Bennett, un cliente de 84 años. Otros dos compradores de la tienda de comestibles huyeron cuando comenzó el tiroteo, pero luego regresaron para ayudar a Bennett, que había estado tirado en el suelo. Bennett murió más tarde a causa de sus heridas en el hospital.
El pistolero luego se movió más lejos en la tienda, disparando a los pasillos mientras avanzaba. Finalmente llegó a la sección de productos de la tienda, donde fue apuñalado por Donald Ray Surrett Jr., un empleado de 66 años que se había escondido detrás de un carrito de productos en la tienda después de escuchar disparos. Cuando el pistolero miró en la dirección opuesta, Surrett lo apuñaló con un cuchillo e intentó desarmarlo. Sin embargo, el tirador finalmente dominó a Surrett y le disparó hasta la muerte. Otras dos personas sufrieron lesiones no mortales por el tiroteo.
Después de recibir una llamada de emergencia al 911, los oficiales ingresaron a la tienda de comestibles por delante y por detrás. A las 7:08 p. m., Miller fue encontrado muerto de una herida de bala autoinfligida. Las dos armas de fuego que usó fueron encontradas cerca de su cuerpo.

## Perpetrador
Ethan Blair Miller (31 de octubre de 2001 - 28 de agosto de 2022), un residente de Bend de 20 años, fue identificado como el pistolero. Antes del tiroteo, vivía en un edificio de apartamentos cercano de Fox Hollow. Miller también fue un ex empleado de Safeway. Las armas que Miller usó en el ataque fueron compradas legalmente.
Miller escribió un diario digital privado a partir del 29 de junio en Wattpad detallando su plan y motivaciones para cometer un tiroteo masivo. En su diario, Miller escribió que quería asesinar personas debido al aislamiento y su soledad. También declaró que quería cometer un tiroteo escolar en su antigua escuela secundaria el 8 de septiembre y fue influenciado por la masacre de la Escuela Secundaria de Columbine. Sin embargo, Miller optó por abrir fuego en el Safeway porque no podía esperar lo suficiente para que la escuela secundaria volviera a abrir. Miller también publicó fotos y videos de sí mismo con armas en Instagram y YouTube.

## Reacciones
Kate Brown, la gobernadora de Oregón, agradeció a los socorristas por su rápida respuesta al tiroteo. Además, declaró que su corazón estaba con las familias de las víctimas, y que todos tienen derecho a la seguridad de la violencia armada. El 2 de septiembre, Brown, junto con el jefe de policía Mike Krantz, el jefe de bomberos Todd Riley, el administrador de la ciudad Eric King y los miembros del Consejo de la Ciudad de Bend se reunieron en privado con oficiales y otros socorristas en la estación de bomberos de Bend. Además, Brown alentó a los residentes de Oregón a votar por la Medida 114, un proyecto de ley de control de armas, en la boleta electoral de otoño de Oregón.
El senador Ron Wyden dijo que los residentes de Oregón que estuvieron presentes en el tiroteo necesitaban nuestros pensamientos y oraciones, y que Estados Unidos no puede ignorar otro tiroteo masivo cuando hay personas afligidas por la pérdida de sus amigos y familiares.
El Associated Press señaló que el tiroteo ocurrió el mismo día que los tiroteos no relacionados en Phoenix, Detroit y Houston.